# Folke Wedin
Richard Folke Wedin, född den 20 april 1905 i Tierps församling, Uppsala län, död den 18 november 2002 i Stockholm, var en svensk ämbetsman. Han var måg till Gustaf Starck.
Wedin avlade juris kandidatexamen vid Stockholms högskola 1928. Efter tingstjänstgöring 1928–1931 var han aspirant i kommunikations- och handelsdepartementen 1931–1932. Wedin blev amanuens i marinförvaltningen 1931, förste amanuens 1935, notarie 1937, extra sekreterare 1942, extra ordinarie förste byråsekreterare 1944. Han var amiralitetsråd och chef för administrativa byrån i marinförvaltningen 1954–1968 (tillförordnad från 1951). Wedin utgav Amiralitetskollegiets historia, delarna III–V. Han invaldes som korresponerande ledamot av Örlogsmannasällskapet 1963 (hedersledamot 1978). Wedin blev riddare av Nordstjärneorden 1956 och kommendör av samma orden 1970.